# مارالنیک-۲
مارالنیک-۲ (به لاتین: Maralnik-2) یک منطقهٔ مسکونی در روسیه است که در جمهوری آلتای واقع شده‌است.